# Нова Мощаниця
Нова́ Мощани́ця — село в Україні, у Рівненському районі Рівненської області. Населення становить 850 осіб. У складі Мізоцької громади, раніше було центром Новомощаницької сільської ради.

## Історія
Від Ступного на південний схід десь на 3-ому кілометрі асфальтового тракту в околиці заліснених висот зринають перші забудови села Нової Мощаниці, котре зараз має 414 дворів, 965 мешканців, восьмирічну школу, бібліотеку, клуб, медпункт (ФАП), 5 крамниць, сільську раду, понад 12 дільниць — кутків, кілька вулиць і провулків.
У центрі села стоїть збудована коштом прихожан церква Різдва Пресвятої Богородиці, де зберігались цінні стародруки, рукописи та інші документи, серед котрих копії метричних книг старомощаницької церкви з 1805 року, перенесені, ймовірно, з давнього цвинтарного Храму, спорудженого в 1825 році.
Нова Мощаниця — це колишній присілок Старої (Великої) Мощаниці де здавен були зосереджені так звані дворища — місця проживання сімейних, родинних громад, що об'єднували від 5 до 11 і більше дворів-димів. Вони, ймовірно, заклали основу Нової Мощаниці котра у записах ХУІІ-ХУШ століть виринає разом зі Старою Мощаницею, іменованою тоді Великою Мощаницею. Може, тому минуле Нової Мощаниці слід вивчати на «полі» нинішньої Старої Мощаниці котра у міру сил висвітлена у відповідному нарисі «Стара Мощаниця».
Карта 1915 року масштабу 1:1000 зарисовує Нову Мощаницю багатьма різнофігурними вуличками, котрі примикають до головного тракту в бік села Суймів, де є напис Велика ("\?іе!ка"Wink, а нижче на 2,5 см — Мощаниця ("Мозгсгапіса"Wink, тобто в околиці нинішньої Старої Мощаниці Що за правим берегом Збитенки в яристо-зисотному надгір'ї.
Довідник 1947 року засвідчує Нову Мощаницю зі своєю сільрадою, що була втрачена в 1959 році а зараз поновлена.
Отже, Нова Мощаниця названа так, щоб розрізнити її від суміжної Старої Мощаниці — «родоначальниці» всіх інших Мощаниць: Малої, Султанової, Василевої.
Нова Мощаниця має свої іменовані місця: Борщівка — сільська дільниця, де ніби першим осів мешканець із села Борщівки, а за іншою версією, — тут були садиби роду Борща; Будеразька гора — заліснена висота володінь Будеразького лісництва; Висока гора — найвищий пагорб, на котрому, кажуть, стояла колись сторожена вишка; Віща — висота (відома теж у Суймах), де ніби проживав схимник, прозваний Віщим; Грицани — куток, оснований родиною Грицанів; Дуба — гора, де мав свій ліс селянин Дуб; Зарічанці — старовинна дільниця, розміщена по другому боці річки; Зарів — куток за прокопаною канавою; За Фігурою — дільниця, котра знаходиться за встановленим наддоріжним Хрестом; Звіринець — колишній звіриний заповідник мізоцьких графів Карвицьких; Казенний — ліс, належний колись казні (державі); Коло Дружби — урочище неподалік місця, де проходить нафтомагістраль «Дружба»; Капітули — куток, у якому проживають люди з прізвищем Капітула; Лисова гора — заліснена висота, котру з довкіллям утримував Лисов; Мариничі — старовинна дільниця, де осіли люди з прізвищем Маринич; Негрієва — нива, що належала Негрієвові; Перейми — поле, розчленоване «переймами» (ярами, ровами, чагарниками), а, за переказами, — тут мізоцькі дозорці «перейняли» (захопили) ординську розвідку; Попливи — поля, сінокоси при «поплавах» (заливних берегах річки); Протереби — посівні землі на «протереблених» (зрубаних, вирваних) чагарниках, гайках; Руди — куток в однойменному урочищі при «рудах» (іржавих болотах), а за оповіддю,- тут першою осіла сім'я Руда (Рудя); Село — центральна вулиця; Сопия — горб, назва якого від прізвища Сопий, хоч дехто пов'язує її із словом сопіти «долати зусилля, виходячи на вершину»; Татарська гора — міще, де ординці тримали полонених (існує теж у Ступному!); Терни — дільниця, основана ніби буде- ражцем Терном, а, за переказами, тут росли тернові чагарники; Топилка — висота на колишній маєтності, яку утримував Топилко; Холодний горб — висота, окутана ярами, урвищами на стику продувних вітрів; Чернява — колишня хуторянська осілгть в однойменному полі-урочищі неподалік джерельного струмка дуже темного кольору води; Ялисеї — забудови першого поселенця Ялисия, що з імені Ялис «будівничий міста».
У північній околиці Нової Мощаниці протікає річка Збитинка (про неї — у нарисі "Буща"Wink, до якої з півдня пробивається Святка, назву якої з'ясовує нарис «Святе». Дещо на південний захід зринає «сітка» канав, ровів, з яких формує своє верхів'я річка Замишівка — притока Понори.
— взято з http://zdolbuniv.info/?page_id=436 [Архівовано 5 березня 2016 у Wayback Machine.] --
- http://zdolbuniv.info/ [Архівовано 3 лютого 2011 у Wayback Machine.]

## Населення
Згідно з переписом УРСР 1989 року чисельність наявного населення села становила 1027 осіб, з яких 470 чоловіків та 557 жінок.
За переписом населення України 2001 року в селі мешкали 824 особи.

### Мова
Розподіл населення за рідною мовою за даними перепису 2001 року:
| Мова       | Відсоток |
| ---------- | -------- |
| українська | 99,88 %  |
| російська  | 0,12 %   |

## Відомі люди
- Гривачевський Борис Євгенович.
- Леонтій Грицан (1897—1973) — мандрівний проповідник, діяльність якого спричинила значний вплив на релігійне життя на Західній Україні.